# 科沃特山
科沃特山（英語：Mount Cowart）是南極洲的山峰，位於伊利沙伯女皇地，屬於彭薩科拉山脈中尼普頓山脈的一部分，海拔高度1,245米，美國地質調查局根據測量和美國海軍拍攝的空中照片繪入地圖，現時由南極條約體系管理。